# CC Sabathia
Carsten Charles "CC" Sabathia (21 de julho de 1980, Vallejo, Califórnia) é um jogador aposentado de beisebol da Major League Baseball que atuava na posição de pitcher.
Sabathia jogou os primeiros sete anos de sua carreira no Cleveland Indians onde venceu em 2007 o prêmio Cy Young e depois jogou a metade da temporada de 2008 pelo Milwaukee Brewers, liderando-os até o Wild Card (repescagem). Ele jogou dez anos no New York Yankees, conquistando uma World Series com o time em 2009. Seu contrato com os Yankees, quando assinou em 2008, era o maior contrato de um pitcher na história do beisebol até então.
Durante sua carreira, Sabathia foi selecionado seis vezes para o All-Star Game e venceu o Prêmio Warren Spahn (melhor arremessador canhoto) três vezes consecutivas (2007–2009). Em agosto de 2017, Sabathia se tornou o maior líder de todos os tempos da Liga Americana em eliminações por strike entre os arremessadores canhotos. Em 30 de abril de 2019, ele se tornou o décimo-sétimo arremessador na história da MLB a alcançar 3.000 strikeouts. Quando se aposentou ao final da temporada de 2019, ele liderava todos os jogadores ativos da liga principal em vitórias na carreira, entradas arremessadas e eliminações por strike. Com 251 vitórias na carreira, Sabathia está empatado com Bob Gibson como o segundo arremessador negro com mais vitórias na história da liga principal (atrás de Ferguson Jenkins); ele foi o primeiro arremessador a estrear no século XXI e alcançar pelo menos 250 vitórias em jogos da temporada regular. Em 2025, Sabathia foi eleito para o Hall da Fama do Beisebol em seu primeiro ano de elegibilidade.

## Carreira no High school
Sabathia estudou na Vallejo High School, onde ele jogou beisebol, basquete e também futebol americano. No beisebol, ele conseguiu a marca de 6–0 com um ERA de 0.77 (46.2 IP, 14 H, 82 K) durante o seu terceiro ano.
No futebol americano, ele foi eleito all-conference como tight end e ele chegou a receber ofertas de bolsas de estudo para jogar no college football, incluindo uma da USC e até chegou a se matricular na Universidade do Havaí.

## Carreira profissional

### Cleveland Indians (2001-2008)
Sabathia foi escolhido na primeira rodada do Draft da MLB de 1998 pelo Cleveland Indians como 20º overall pick. Em 2001 terminou com o terceiro melhor percentual de vitórias com 17–5, o quarto em strikeouts por 9 innings arremeçados (8.53), sexto em vitórias e o sétimo em strikeouts (171). ele terminou como segundo na Liga Americana na votação para o prêmio de Rookie of the Year ("Novato do Ano"), atrás de Ichiro Suzuki. Por sua performance, Sabathia recebeu um contrato de 4 anos, com um ano extra como opção para em 2006 , sendo isso em 11 de fevereiro de 2002. Na temporada de 2002, ele foi o décimo na liga em strikeouts, com 149.

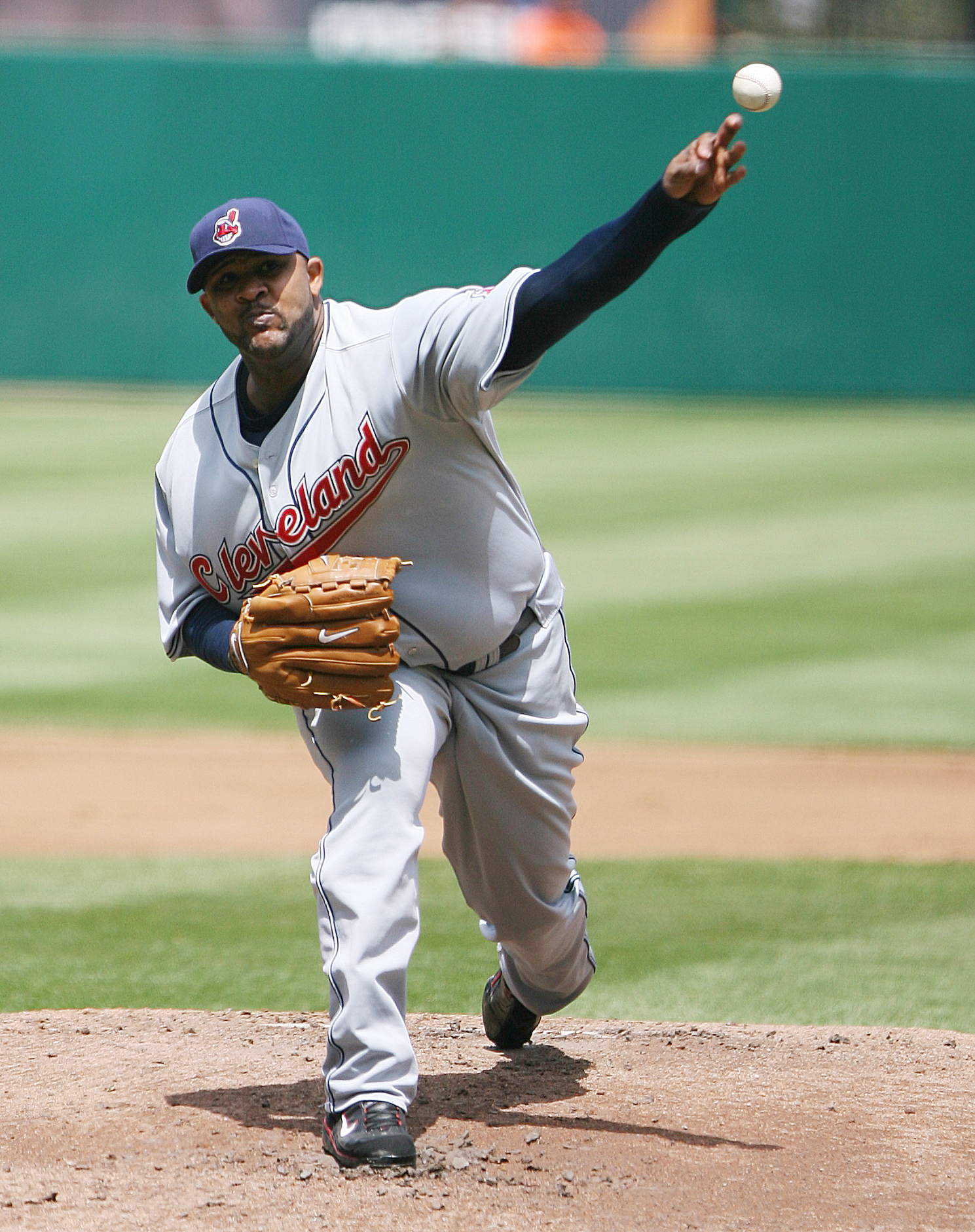
Sabathia jogando pelos Indians em 6 de maio de 2007.

Em 2003, ele teve o décimo melhor ERA da liga americana com 3.60. Naquele ano ele participou do seu primeiro All-Star Game, o que se repetiu em 2004.
Os Indians pagaram US$7 milhões extras em 2006 e no ano seguinte Sabathia renovou por mais dois anos, valendo US$17,75 milhões de dólares. Em 2005, ele foi o quarto na LA em strikeouts/9 IP (7.37), sétimo em strikeouts (161) e oitavo em vitórias (15). Ele também bateu seu primeiro home run contra Elizardo Ramirez em maio durante o período interligas. Em 2006, ele liderou as major leagues com 6 jogos completos. Ele também liderou a liga em shutouts (2), e também foi o terceiro em ERA (3.22), sexto em strikeouts por 9 IP (8.03) e oitavo em strikeouts (172). Ele se tornou o primeiro pitcher canhoto a começar seis temporadas com mais de 10 vitórias.
Sabathia chegou aos 1,000 strikeout na carreira em 21 de maio de 2007, eliminando o jogador que o havia vencido para o prêmio de Rookie of the Year: Ichiro Suzuki do Seattle Mariners. Ele também foi nomeado American League All-Star pela terceira vez. Em 28 de setembro, ele se tornou o picher mais novo (27 anos e 69 dias) a chegar as 100 vitórias na carreira superando Greg Maddux em 1993. Em 23 de outubro, Sabathia venceu o Players Choice Award como melhor pitcher. Sua performance liderou o Cleveland Indians a sua primeira aparição no American League Central Division desde 2001, que foi sua rookie season. Por seu trabalho e desempenho, CC vendeu o Prêmio Cy Young de 2007, se tornando o segundo pitcher do Cleveland Indians a vemcer tal prêmio. Apesar de sua grande performance na temporada regular, Sabathia fracassou nos playoffs, jogando muito mal contra o Boston Red Sox na American League Championship Series de 2007. Em duas partidas ele terminou com 0–2 e um ERA de 10.45.
Sabathia começou a temporada de 2008 com um record de 6–8 e com um ERA de 3.83 em 18 jogos. Ele liderava a Liga Americana em strikeouts (123) e em strikeouts por 9.0 innings (9.0) e taem estava em segundo no número de entradas arremessadas (122.1), além de ter 3 jogos completos. Contudo, os Indians estava praticamente fora dos playoff e com Sabathia se tornando um free agent, Cleveland decidiu trocar Sabathia.

### Milwaukee Brewers (2008)

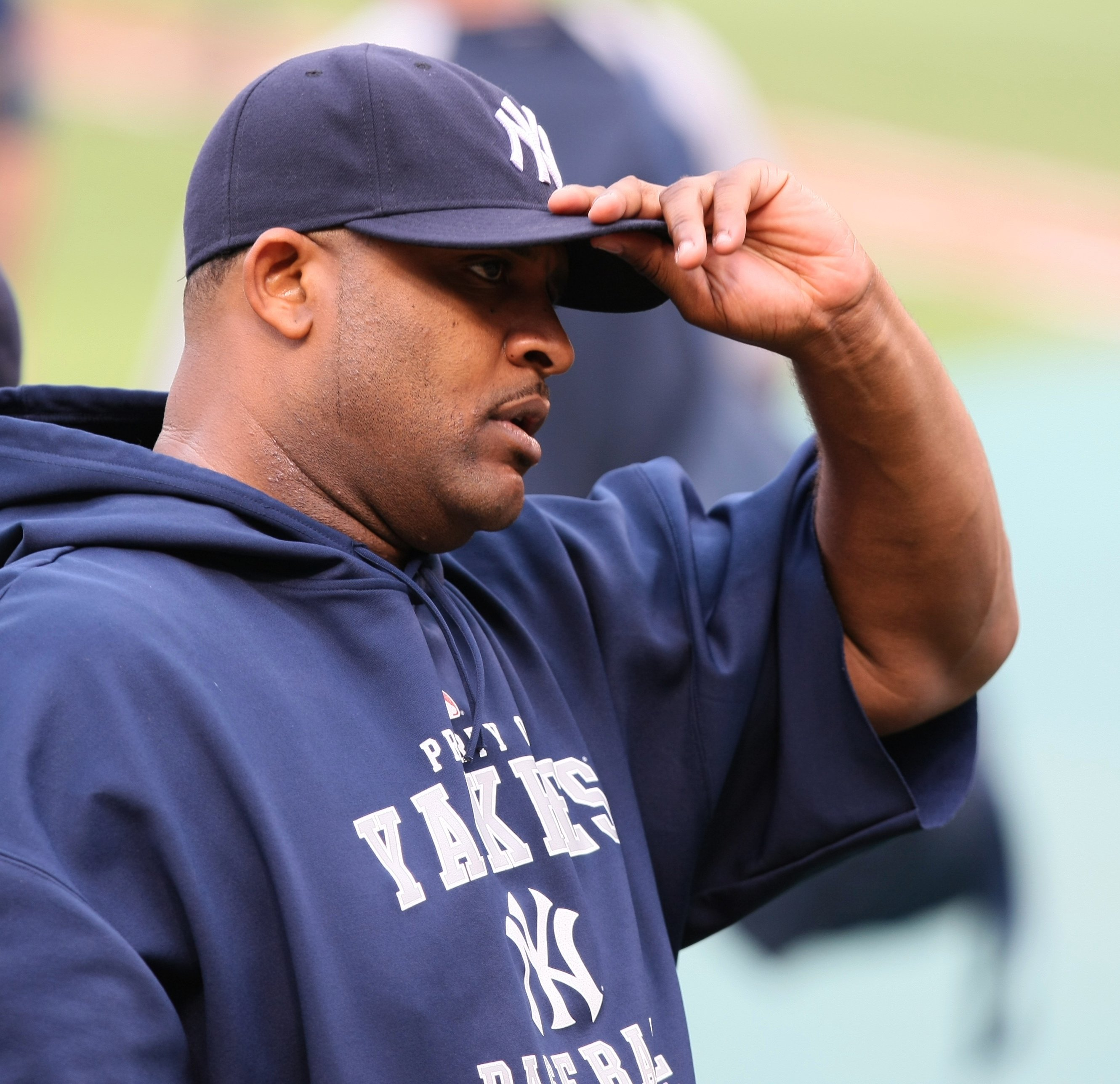
CC Sabathia com os Yankees.

Em 7 de julho de 2008, Sabathia foi trocado para o Milwaukee Brewers pelo outfielder Matt LaPorta, e pelos pitchers Zach Jackson, Rob Bryson, e Michael Brantley. Ele venceu seu primeiro jogo com os em 8 de julho de 2008 em uma partida contra o Colorado Rockies. Sabathia terminou com um record de 17–10 (11–2 só com Milwaukee) e um ERA de 2.70 e foi o segundo na liga em strikeouts com 251, atrás apenas de Tim Lincecum. Sabathia Lançou três jogos completos com os Brewers.
Sabathia começou 2 jogos na NLDS (série de divisão) em 2008. Os Brewers eram favoritos para vencer com Sabathia mas ele falhou, cedendo 5 corridas em 2.3 innings, incluindo um walk para o pitcher Brett Myers e um grand slam para Shane Victorino.
Sabathia foi o sexto para votação para NL MVP Award de 2008, atrás de Albert Pujols, Ryan Howard, Ryan Braun, Manny Ramirez e Lance Berkman.

### New York Yankees (2009-2019)
Em 18 de dezembro de 2008, Sabathia assinou um contrato de sete anos valendo US$161 milhões de dólares com o New York Yankees. Este foi o contrato mais rentável para um pitcher na história da MLB. Em 26 de março de 2009, o manager Joe Girardi anunciou que Sabathia arremessaria no Jogo de Abertura como o primeiro arremessador para o time de Nova Iorque no novo Yankee Stadium. 

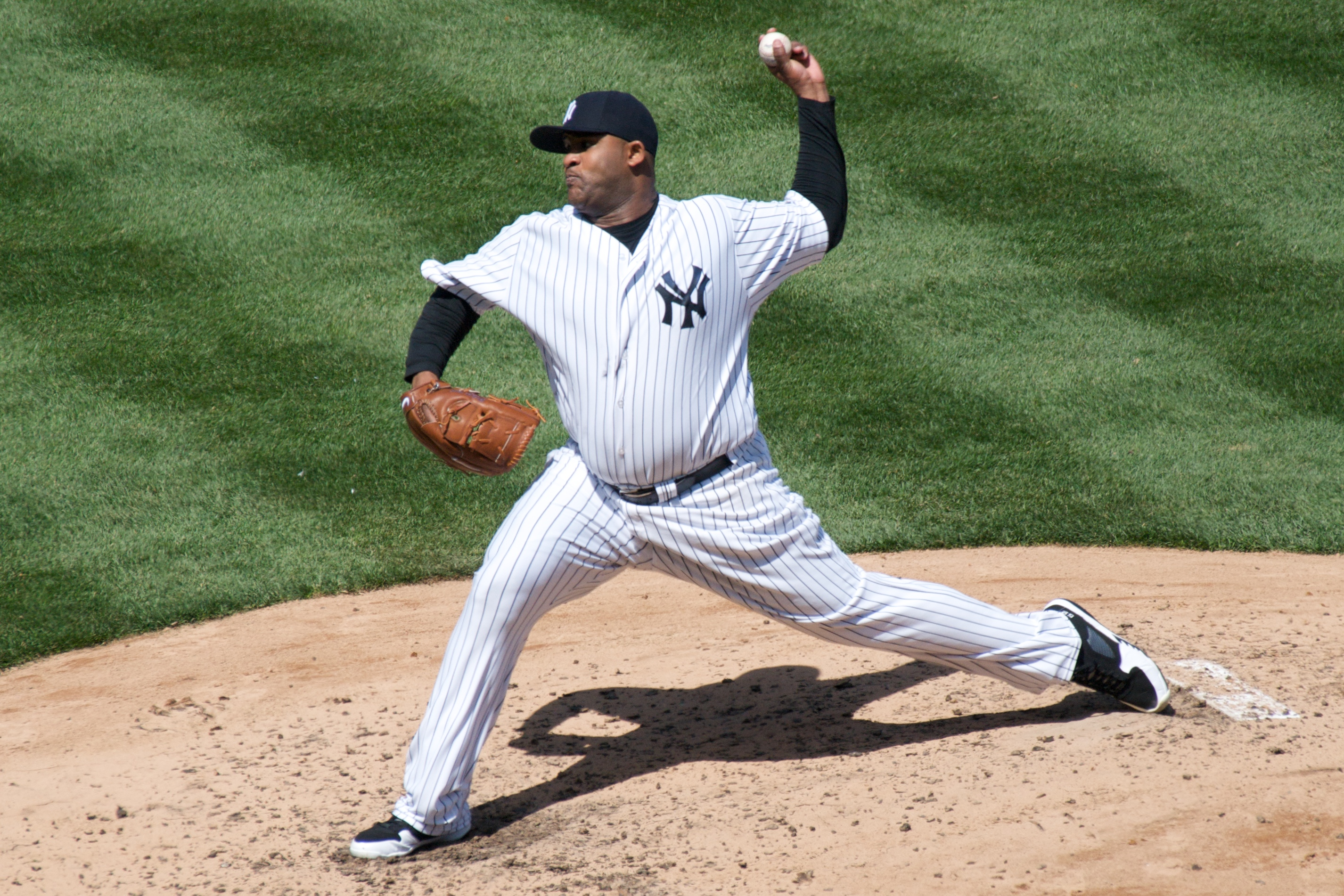
Sabathia em 2009.

Em seu primeiro jogo como um Yankee, Sabathia não começou bem contra o Baltimore Orioles. Ele jogou apenas 4.1 entradas cedendo oito rebatidas, seis corridas, cinco walks e nenhum strikeout. Esta foi a primeira derrota de CC para os Orioles. Sabathia teve seu melhor jogo com os Yankees em 8 de maio de 2009, novamente contra os Orioles, onde ele cedeu apenas 4 rebatidas, e fez 8 strikeout lançando um jogo completo em um shutout em pleno Oriole Park at Camden Yards, sendo este seu segundo jogo completo do ano.
Em sua primeira temporada com os Yankees, Sabathia terminou com um record de 19–8 e com um ERA de 3.37. Sabathia jogou tão bem que foi considerado ao Prêmio Cy Young. Na pós-temporada, Sabathia começou o Jogo 1 na American League Division Series de 2009 contra o Minnesota Twins e teve então seu melhor jogo de playoff na carreira. CC também atuou muito bem contra o Los Angeles Angels com dois jogos e duas vitórias ganhando o prémio de MVP da ALCS de 2009.
Após alguns anos apagados, com contusões se acumulando, CC Sabathia se aposentou logo após o término da temporada de 2019.

## Prêmios e estatísticas

#### Prêmios
- Vencedor do prêmio Cy Young (2007);
- 6x selecionado para o All-Star Game (2003, 2004, 2007, 2010, 2011, 2012);
- Liderou a Liga Americana em entradas lançadas em 2007;
- 2009 ALCS MVP;
- Campeão da World Series de 2009;

#### Estatísticas
- Vitórias–Derrotas: 251–161
- Earned Run Average: 3.74
- Strikeouts: 3 093